# Stazione di Latiano
La stazione di Latiano è una stazione ferroviaria posta sulla ferrovia Taranto-Brindisi. Serve l'omonimo comune.

## Storia
La stazione di Latiano entrò in servizio il 6 gennaio 1886 all'apertura del tronco da Taranto a Latiano della linea Taranto-Brindisi.

## Strutture e impianti
La stazione è servita da due binari di cui uno di precedenza (binario 1) ed uno di corsa (binario 2).

## Movimento
La stazione è servita da treni regionali svolti da Trenitalia nell'ambito del contratto di servizio stipulato con la Regione Puglia.

## Servizi
La fermata dispone di:
- Area per l'attesa
- Accessibilità per portatori di handicap

### Esplicative
1. ↑  Ufficialmente la linea è denominata da RFI "Potenza-Brindisi"; in questa ed altre voci, coerentemente con la prassi di it.wiki, si utilizza la denominazione storica di "Taranto-Brindisi" in uso all'epoca dell'apertura della linea.

### Bibliografiche
1. ↑  Rete Mediterranea, Ordine di Servizio n. 182, 1886